# Krysí maso

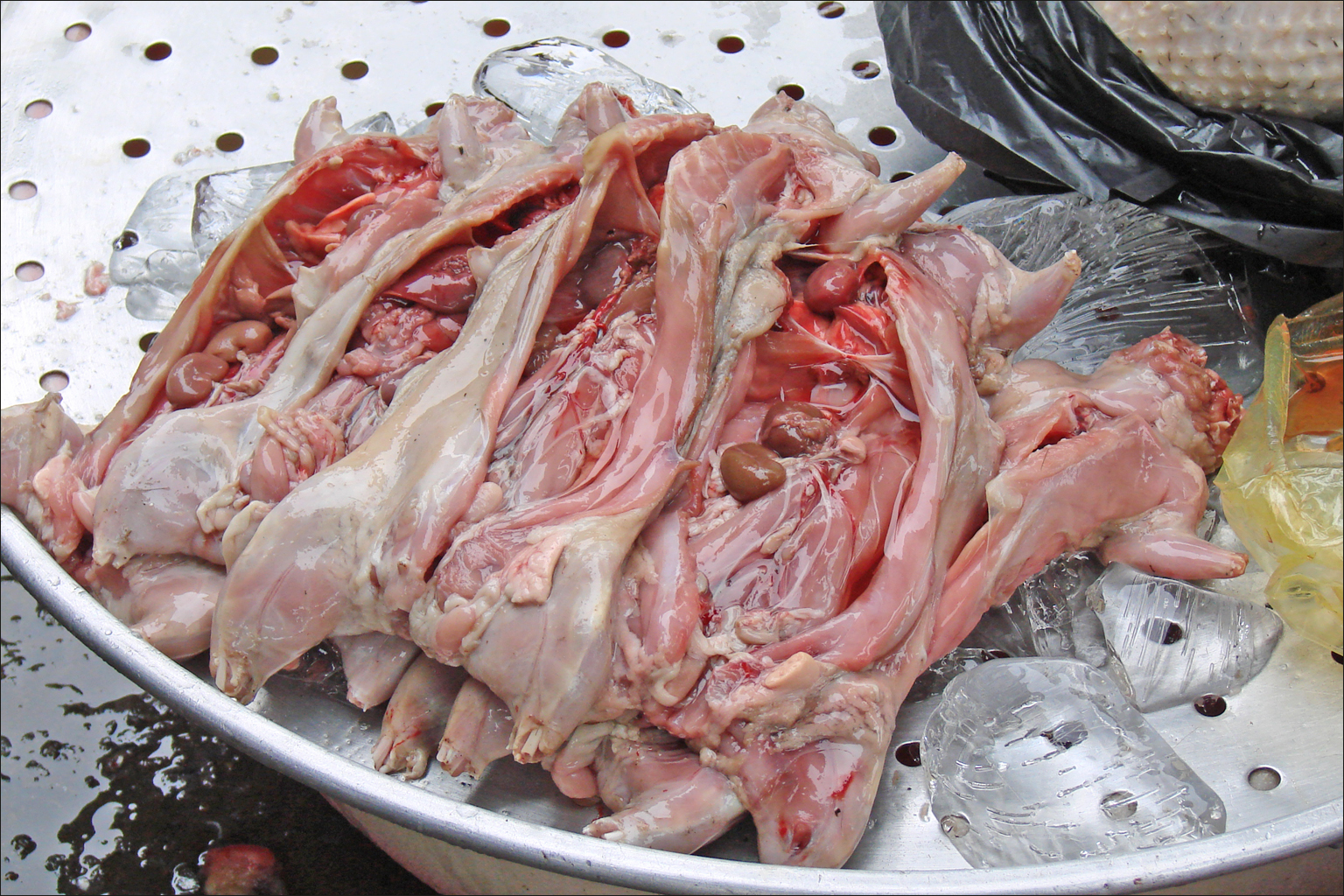
Krysí maso, Vietnam

Jako krysí maso se označuje maso různých hlodavců podobných krysám a myším. Některé z těchto druhů se chovají pro lidskou spotřebu. Krysí maso patří k základním potravinám v Kambodži, Laosu, Myanmaru, v některých oblastech Filipín, v Indonésii, Thajsku, Ghaně, Číně a Vietnamu. V západní Africe, kde obyvatelstvo trpí nedostatkem bílkovin, hrají hlodavci stále důležitější roli v jídelníčku místních lidí.
Krysí maso se v západních kulturách konzumuje jen zřídka. Krysy jsou považovány za škůdce a jejich konzumace je tabu. Kdysi se krysy, psi a kočky jedli v nouzi, například za války, ale existují také kulinářské záznamy o konzumaci pokrmů z krys v Paříži a Bordeaux.

## Historie
Krysy se v Číně jedly již během dynastie Tchang (618–907) a označovaly se jako domácí zvěř.
Nálezy na Velikonočním ostrově obsahují více krysích kostí než rybích pozůstatků, což dokazuje, že strava ostrovanů byla ovlivněna škodami na místním životním prostředí, které sami způsobili tím, že na svých kánoích sebou nechtěně přivezly i krysy, které vyhubily všechny druhy místních suchozemských ptáků.
Na pravěkých skládkách se nacházejí ohlodané kosti krys se stopami po nožích, což naznačuje, že krysí maso jedli už pravěcí lidé.
Je známo, že kolem roku 1859 bednáři z Bordeaux připravovali grilované krysy a že Pařížané jedli krysí maso během hladomoru, během obléhání města pruskými jednotkami za prusko-francouzské války v roce 1870. I na dlouhých plavbách byly krysy, které byly na lodích všudypřítomné, někdy konzumovány, ale pouze za extrémních podmínek, nejednalo se o běžnou praxi.

## Popis
Pokud krysí maso pochází z divoké populace, má nízký obsah tuku. Protože se hlodavci živí na rýžových polích, ovocem a zeleninou, je jejich maso bohaté na omega-3 mastné kyseliny. Chuť je popisována různými způsoby. Maso krys krmených rýží se údajně blíží chuti králičího masa. Třtinové krysy mají sladké, bílé maso s chutí někde mezi vepřovým masem, koroptví či králíkem. V 19. století se o dobře krmených krysách z vinných sklepů v oblasti Gironde říkalo, že mají lahodné maso s pižmovou chutí, která však nebyla nepříjemná.

## Příprava a konzervace

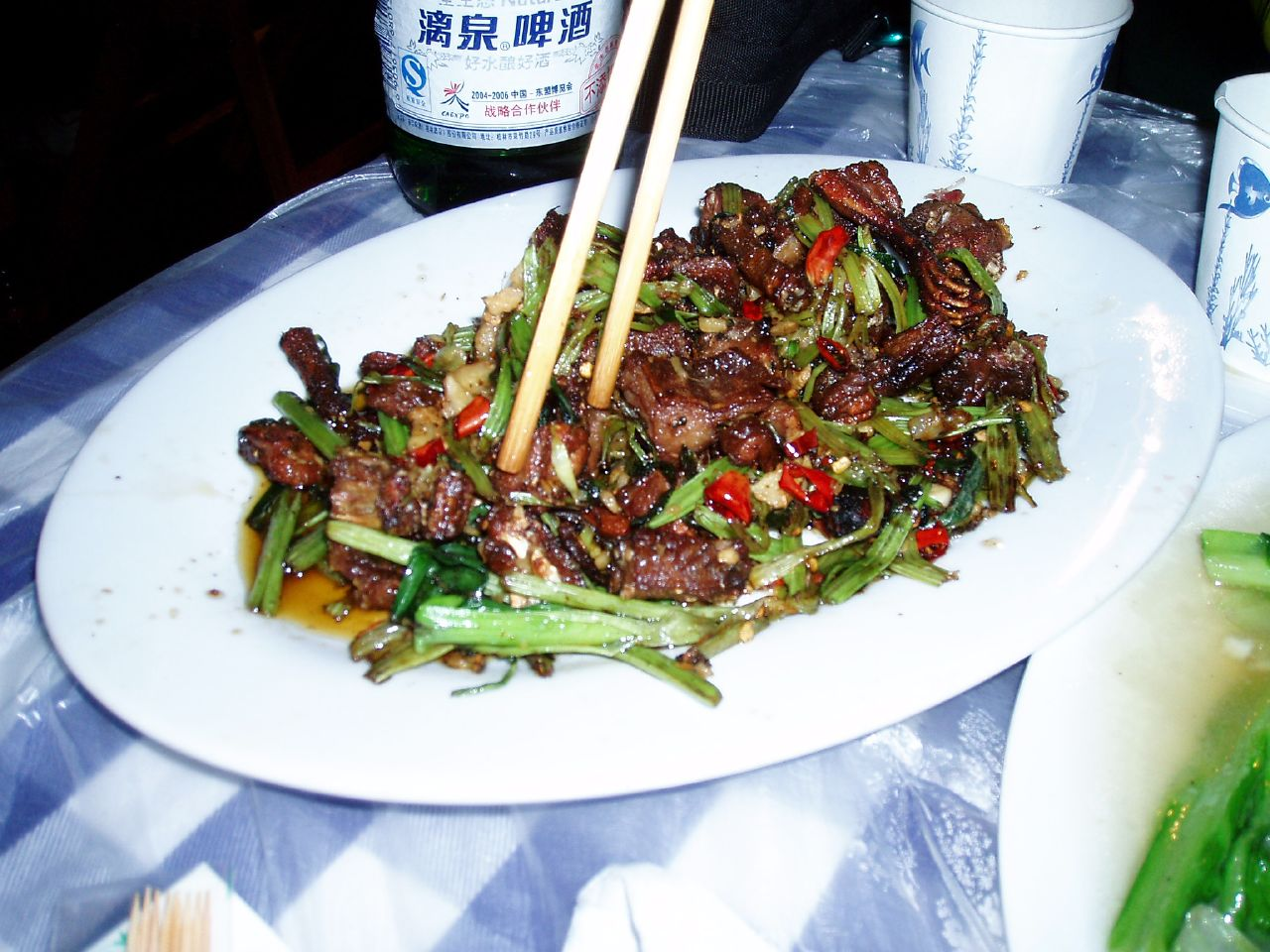
Smažené krysí maso, Kuang-si, Čína

Poražená zvířata jsou obvykle sťata a stažena z kůže. Srst poražených zvířat se často spaluje nad otevřeným ohněm, poté se odstraní vnitřnosti a kůže a jatečně upravená těla se buď rozporcují, nebo zpracují celá. Jiné metody přípravy zahrnují nejprve vložení poražených zvířat do vroucí vody, aby se odstranily chlupy, poté jsou vykuchána, jejich kůže je zvenku potřena olejem a kořením a poté je maso ugrilováno.
V Mosambiku se malé krysy jedí spolu s jejich srstí, vnitřnostmi a tlapkami, přičemž zůstávají pouze zuby a ocas. Za tímto účelem se krysy vaří celé a poté se suší na jehlách nad ohněm. Takto napíchnuté a usušené vydrží několik dní.
V Thajsku se krysy grilují celé (se šalotkou a chilli papričkami) nebo se malé krysy smaží do polovařeného stavu, rozemelou se a podávají se s rýží spolu se srdcem a játry v chilli pastě.
V Číně se říká, že polévky z krysího masa mají zvláštní zdravotní přínosy. Mají pomáhat s plešatostí, onemocněním ledvin a kožními problémy.
V západní Africe se řekomyši africké připravují dušením. Krysy obrovské jsou jedněmi z nejoblíbenějších hlodavců konzumovaných v Nigérii (spolu s veverkami a dikobrazy). Průměrná hmotnost samic je 1,2 kg a samců 1,3 kg.
Na Novém Zélandu Maorové konzervují krysy ostrovní ve vlastním tuku. Elsdon Best ve svém popisu Maorů vysvětluje, jak domorodci krysy vykrmovali bobulemi a bukvicemi. Když se krysy měly konzervovat, byly umístěny do velké dřevěné mísy nebo koryta (kumete), kde chvíli zůstaly. Pokud byly krysy dostatečně tlusté, tuk se z nich brzy začal oddělovat a když se ho nahromadilo určité množství, byly dovnitř vloženy rozžhavené kameny. To způsobilo, že se v nádobě hromadilo více tuku, protože tuk a krysy se vařily společně, nebo alespoň do té míry, která vyhovovala chuti Maorů. Krysami byly poté naplněny tykvové nebo dřevěné nádoby a rozpuštěný tuk se na ně naléval jako konzervant.
Podle knihy Larousse Gastronomique z roku 1961 od Prospera Montagné byly krysy kdysi ve Francii velmi ceněny. Entrecôte de tonnelier je recept haute cuisine na krysí maso, připravovaný s olejem a velkým množstvím nasekané šalotky. Entrecôte de tonnelier, vyrobený z krysího masa, je považován za předchůdce Entrecôte à la Bordelaise, který se připravoval z krys krmených ve vinných sklepech v oblasti Gironde a po vykuchání a stažení z kůže se krysy grilovaly na ohni z trosek sudů nebo vinné révy. Přidání vína mělo pravděpodobně zamaskovat pižmovou chuť krys. Jiné zprávy z roku 1870 zmiňují přípravu krys jako teriny s náplní z mletého masa a oslího sádla nebo jako holubi à la crapaudine.

## Význam krysího masa, jeho konzumace a s tím spojená rizika
Ve většině Evropy a Spojených států je konzumace krysího masa tabu, což se připisuje kulturní paměti na morovou epidemii známou jako černá smrt. Ve 14. a 15. století byly krysy v Evropě úzce spojovány s šířením moru a od té doby je konzumace krysího masa v těchto oblastech považována za nehygienickou a nebezpečnou. Pro lidskou spotřebu v mírném podnebí nejčastěji sloužila černá krysa obecná (Rattus rattus) a šedý potkan (Rattus norvegicus).
Výjimkou v tomto kontextu je obléhání Paříže během francouzsko-pruské války v letech 1870 až 1871. Obyvatelstvo hladovělo a konzumovalo nejen zvířata ze zoologické zahrady (například slony Castora a Polluxe), ale také krysy a kočky, jejichž maso bylo v té době součástí nabídky na městských trzích.
V 21. století existují úvahy o udržitelnosti krmení lidstva masem hlodavců, jejichž pojídání má v mnoha částech světa dlouhou tradici. Zdravotní rizika spojená s porážkou a konzumací divokých krys jsou stále předmětem výzkumu. Studie v deltě Mekongu ve Vietnamu, kde se v letech 2001 až 2002 ročně vyprodukovalo až 3600 tun krysího masa, zjistila, že žádný z pracovníků si nebyl vědom zdravotních rizik ani nepoužíval ochranné oděvy. V prostorách zpracování krysího masa a jejich okolí byly nalezeny bakterie Clostridium perfringens, která způsobuje gangrénu, a Enterococcus faecalis, který způsobuje průjem.
Kanadský výzkumný projekt Vancouver Rat Project (2011) vyšetřil přibližně 1400 krys na přítomnost patogenů (mj. těch, které způsobují leptospirózu). Tým z Univerzity Britské Kolumbie sice nepředpokládal, že by hlodavci byli konzumováni, ale zkoumal krev a moč krátce odchycených zvířat, aby posoudil, zda představují zdravotní riziko pro člověka. Je zajímavé, že patogeny se šířily ve větší míře v populacích zdecimovaných deratizací a mezi sousedními rodinnými skupinami se šířily v mnohem menší míře, než se dříve myslelo.
V západní Africe patří hlodavci k nejslibnějším komoditám. Jejich maso je vyhledávané a tvoří 20 až 90 % celkové živočišné bílkoviny konzumované většinou obyvatel západní Afriky ve venkovských oblastech. V jižní Nigérii se až 71 % obyvatel, zejména těch s nízkým socioekonomickým statutem, spoléhá na krysy obrovské (Cricetomys gambianus). Maso z buše, například krysa obrovská, je základní potravinou a tvoří přibližně 20 až 90 % stravy. Konzumuje se krysa obrovská, řekomyš africká, myš domácí a další druhy krys rodu Arvicanthis nebo Gerbilliscus a myši rodu Mastomys.
Ve venkovských oblastech Thajska, zejména v provincii Pathum Thani, jsou krysy rýžové (Rattus argentivenrer), které váží pouhých 90 g, obzvláště oblíbené v době, kdy jsou sezonní ceny vepřového a kuřecího masa vysoké.
Krysí maso se na Filipínách konzervuje a v supermarketech se prodává jako STAR meat (slovo rats psané pozpátku). Kambodža během "krysí sezóny" denně vyváží do Vietnamu až 2 tuny divokých krys. V jižním Vietnamu je krysí maso nedílnou součástí tradiční svatební hostiny nebo je podáváno v restauracích.
U kmene Adi v severovýchodní Indii jsou krysy ceněny nejen pro své maso, ale také jako kulturní dědictví. Každý rok 7. března slaví Unying-Aran, oblíbený festival lovu krys. Krysy se také tradičně dávají jako svatební dary.
V Papui Nové Guineji se konzumuje zejména obrovská krysa černouchá (Mallomys rothschildi).
Případy konzumace krys byly hlášeny ze severokorejských pracovních táborů. Krysy jsou pro místní vězně, kteří jsou často podvyživení, často jediný zdrojem živočišných bílkovin.

## Fotogalerie

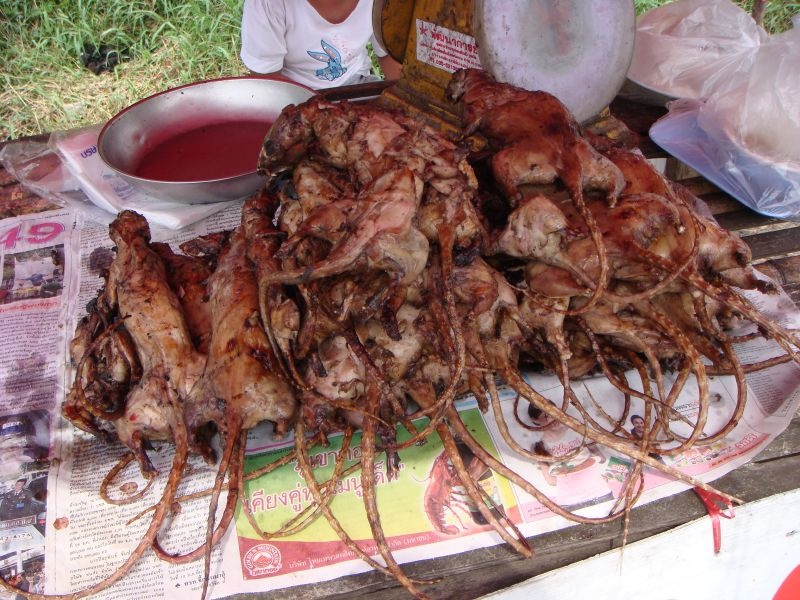
Prodej krysího masa, Thajsko
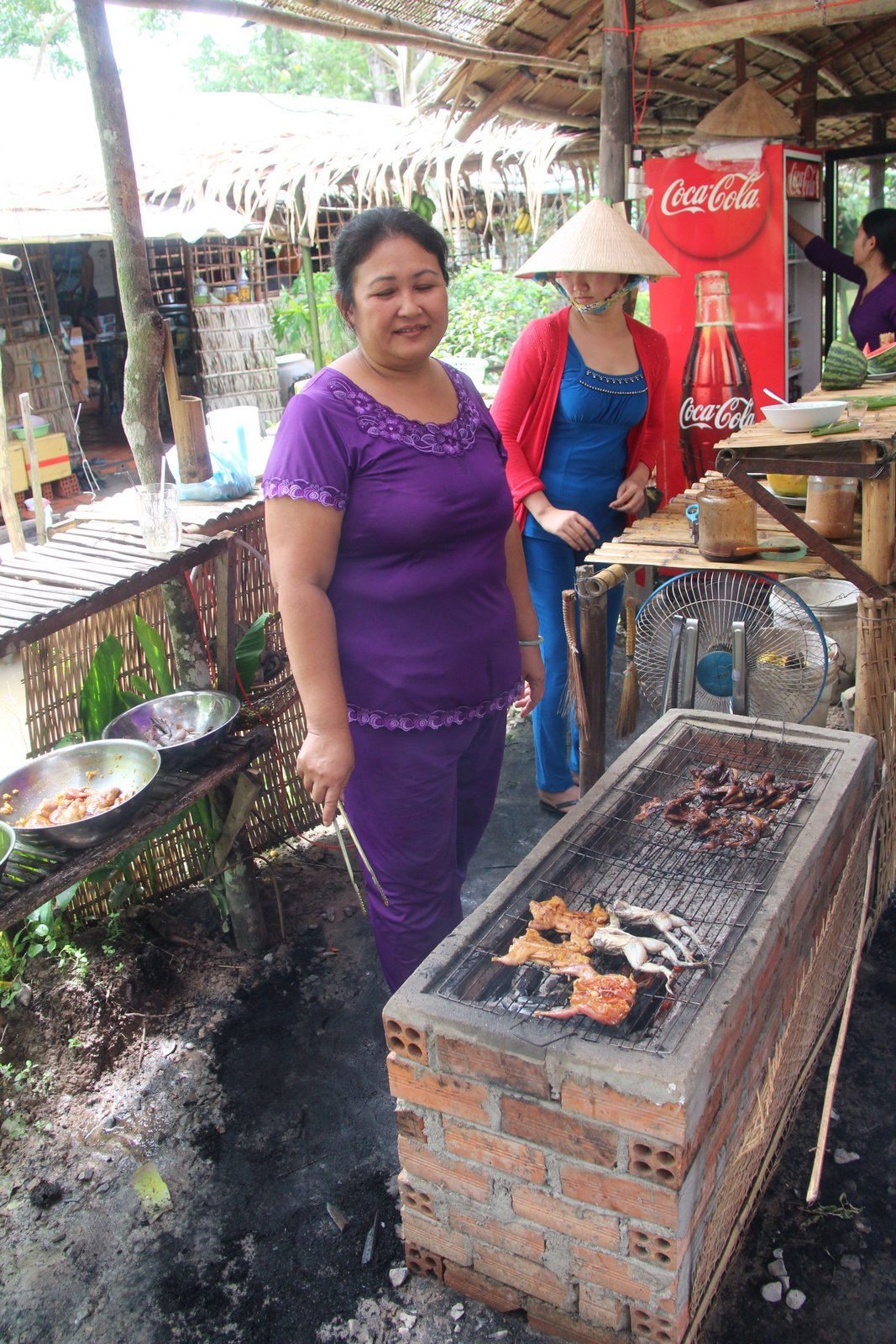
Příprava žabího a krysího masa, Vietnam
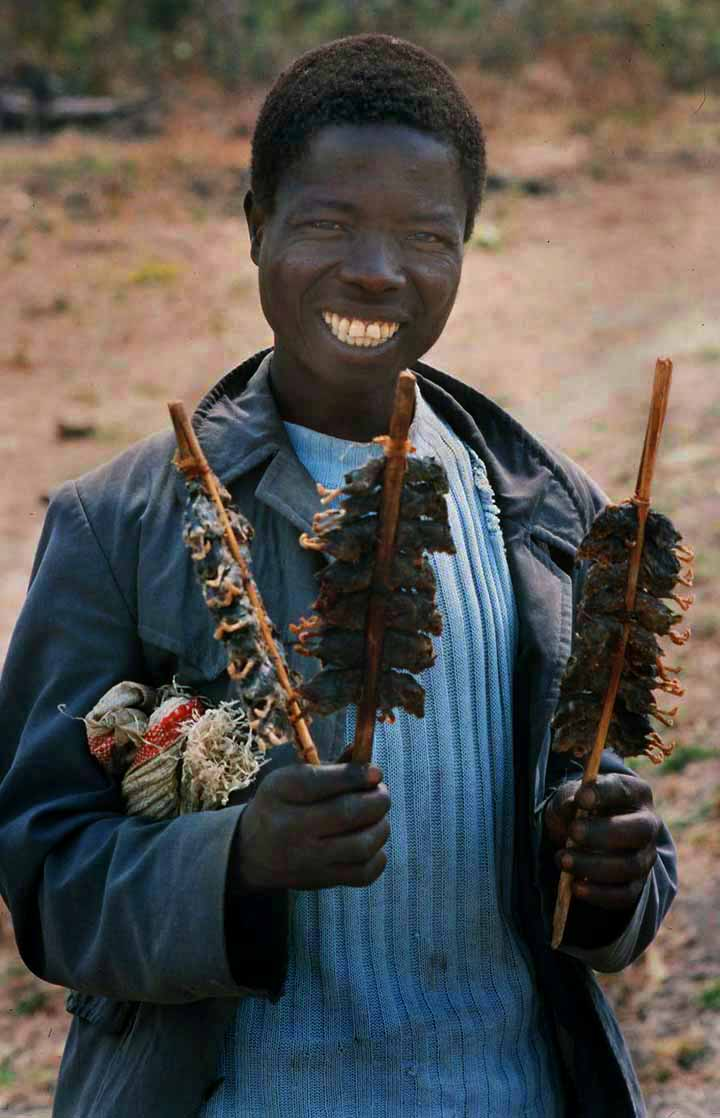
Myši pečené na špízech, Malawi